# Ciumeghiu
Ciumeghiu (Hongaars: Illye) is een Roemeense gemeente in het district Bihor in de landstreek Transsylvanië. De gemeente telt 4499 inwoners.
De gemeente bestaat uit drie kernen:
- Boiu (Mezőbaj)
- Ciumeghiu (Illye)
- Ghiorac (Erdőgyarak)

## Demografie
De gemeente is te kenmerken als een typische plattelandsgemeente en had tijdens de volkstelling van 2011 een inwonertal van 4.297. Het inwoneraantal daalt al decennia, in 1966 waren er nog 6.203 inwoners. Lang waren de Hongaren in de meerderheid (Zie: Hongaarse minderheid in Roemenië). In 1910 maakten de Hongaren met 3.431 personen 58,6 procent uit van de totale bevolking van 5.871 inwoners. De afgelopen decennia is het aantal Roma (zigeuners) sterk toegenomen. In 2011 was de bevolkingssamenstelling als volgt:
- 2 099 Roemenen (51%)
- 1 014 Hongaren (24,6%)
- 998 Roma (24,2%)

Het dorp Boiu heeft een meerderheid van 60% aan Hongaren, in Ghiorac is 36,9% van de bevolking Hongaars. 